# Рамбона Цона Мари (Мачерата)
Рамбона Цона Мари (итал. Rambona Zona Mari) насеље је у Италији у округу Мачерата, региону Марке.
Према процени из 2011. у насељу је живело 71 становника. Насеље се налази на надморској висини од 170 м.